# Xinying
Xinying is een district van Tainan in Taiwan.
Xinying telt ongeveer 80.000 inwoners.